# Ротарешти (Бихор)
Ротарешти (рум. Rotărești) насеље је у Румунији у округу Бихор у општини Самбата. Oпштина се налази на надморској висини од 153 m.

## Становништво
Према подацима из 2002. године у насељу је живело 181 становника, од којих су сви румунске националности.